# هاستیس برندز
هاستیس برندز (انگلیسی: Hostess Brands) شرکت صنایع غذایی آمریکایی است، که در سال ۲۰۱۳ تأسیس شد.